# Australia (Manic Street Preachers)
Australia è un singolo del gruppo musicale gallese Manic Street Preachers, pubblicato nel 1996 ed estratto dal loro quarto album in studio Everything Must Go.

## Tracce
CD 1
1. Australia (radio edit) – 3:41 (James Dean Bradfield, Sean Moore, Nicky Wire)
2. Velocity (Primal Scream cover) – 1:41 (James Beattie, Robert Gillespie)
3. Take the Skinheads Bowling (Camper Van Beethoven cover) – 2:42 (Chris Molla, David Lowery, Greg Lisher, Victor Krummenacher)
4. Can't Take My Eyes Off You (Frankie Valli cover) – 3:12 (Bob Crewe, Robert Gaudio)

CD 2
1. Australia (radio edit) – 3:41
2. Australia (Lionrock Remix) – 5:57
3. Motorcycle Emptiness (Stealth Sonic Orchestra Remix) – 6:15 (Bradfield, Moore, Richey James, Wire)
4. Motorcycle Emptiness (Stealth Sonic Orchestra Soundtrack) – 6:20 (Bradfield, Moore, James, Wire)